# ステファニー・スー
- ステファニー・シュー

ステファニー・アン・シュー（Stephanie Ann Hsu, [ˈʃuː] SHOO; 1990年11月25日 - ）は、アメリカ合衆国の女優。

## 人物
彼女はブロードウェイ劇『BE MORE CHILL』でクリスティン・カニグラと『The SpongeBob Musical』でカレンを演じた。映像作品では『マーベラス・ミセス・メイゼル』（2019年-継続中）に出演後、映画『エブリシング・エブリウェア・オール・アット・ワンス』（2022年）でジョイ・ワンとジョブ・トゥパキの2役を務め、この演技が高評価されてアカデミー助演女優賞にノミネートされた。

## 生い立ち
カリフォルニア州トーランスでシングルマザーのもとに生まれる。母方の祖母は国共内戦から逃れるために中国本土から台湾へと移住した。10代の頃、ステファニーの母親はより良い教育を受けるためにアメリカ合衆国へと移った。ステファニーはパロス・ヴェルデス・ペニンシュラ・ハイ・スクールに通った。彼女は舞台劇を追究するためにブルックリン区に移り、2012年にニューヨーク大学ティッシュ・スクール・オブ・ジ・アーツを卒業した。彼女はまたアトランティック・シアター・カンパニーでも訓練した。

## キャリア
スーは実験演劇とコメディでキャリアをスタートさせた。2013年から2015年はMTVのリアリティ・コメディシリーズ『Girl Code』にレギュラー出演した。彼女はHuluのシリーズ『THE PATH/ザ・パス』のジョイ・アームストロング役で初めてテレビのリカーリング役を獲得した。
スーは2012年に『The SpongeBob Musical』の最初の読み合わせに呼ばれ、擬人化されたコンピュータであるカレンの代役を務めた。その後2016年のシカゴ上演でこのキャラクターを演じ、さらに2017年にブロードウェイ・デビューした。 
一方でスーはニュージャージー州レッドバンクの地方劇場であるトゥー・リバー・シアターで行われた『BE MORE CHILL』の初演で主要キャラクターのクリスティン・カニグラ役を務めた。彼女は2018年にパーシング・スクエア・シグネチャー・センターでのオフ・ブロードウェイ公演、2019年のライシーアム劇場でのブロードウェイ公演でこの役を再演した。この演技により彼女はルシール・ローテル賞とドラマ・デスク・アワードの候補に挙がった。
2019年、スーはAmazonプライムのシリーズ『マーベラス・ミセス・メイゼル』の第3シーズンでリカーリングキャラクターのメイ・リン役で加わった。彼女は他の出演者と共に2020年の全米映画俳優組合賞コメディシリーズアンサンブル賞を受賞した。また2020年には自主映画の『Asking for It』にも出演した。
スーはA24のSFコメディ映画『エブリシング・エブリウェア・オール・アット・ワンス』でミシェル・ヨーのキャラクターの娘のジョイ・ワンと敵のジョブ・トゥパキの2役を務めた。この映画は2022年のサウス・バイ・サウスウエストで初公開されて高評価され、スーはインディペンデント・スピリット賞ブレイクスルー演技賞やアカデミー助演女優賞にノミネートされた。
2021年4月、スーはアデル・リムの映画『Joy Ride』に出演すると発表された。同月、スーはライアン・ジョンソンとナターシャ・リオンによるPeacockのシリーズ『Poker Face』にゲスト出演すると発表された。またDisney+の『American Born Chinese』では『エブリシング・エブリウェア・オール・アット・ワンス』で共演したヨーとキー・ホイ・クァンと再共演予定である。

## フィルモグラフィ

### 映画
| 年   | タイトル                                                                             | 役名                             | 備考                              |
| ---- | ------------------------------------------------------------------------------------ | -------------------------------- | --------------------------------- |
| 2010 | 4つの嘘と愛 The Four-Faced Liar                                                      | パトロン                         |                                   |
| 2018 | セットアップ: ウソつきは恋のはじまり Set It Up                                       | ナーバスなアシスタント・アンバー |                                   |
| 2020 | Asking for It                                                                        | ジェニー                         | 兼製作総指揮                      |
| 2021 | シャン・チー/テン・リングスの伝説 Shang-Chi and the Legend of the Ten Rings          | スー                             |                                   |
| 2022 | エブリシング・エブリウェア・オール・アット・ワンス Everything Everywhere All at Once | ジョイ・ワン / ジョブ・トゥパキ  | ノミネート - アカデミー助演女優賞 |
| 2023 | 非常に残念なオトコ Shortcomings                                                      | Ms.ウォン                        | カメオ出演                        |
| 2023 | Joy Ride                                                                             | カット                           | 日本未公開                        |
| 2023 | モンキー・キング The Monkey King                                                     | Mayor's Wife                     | 声の出演                          |
| 2023 | レオ Leo                                                                             | スカイラーの母                   | 声の出演                          |
| 2024 | フォールガイ The Fall Guy                                                            | アルマ・ミラン                   |                                   |
| 2024 | 野生の島のロズ The Wild Robot                                                        | ヴォントラ                       | 声の出演                          |

### テレビシリーズ
| 年        | タイトル                                                            | 役名                         | 備考                                          |
| --------- | ------------------------------------------------------------------- | ---------------------------- | --------------------------------------------- |
| 2013-2015 | Girl Code                                                           | 自身                         | 計56話出演                                    |
| 2016      | アンブレイカブル・キミー・シュミット Unbreakable Kimmy Schmidt      | 抗議者                       | 第2シーズン第3話「キミー、芝居に行く!」       |
| 2016-2018 | THE PATH/ザ・パス The Path                                          | ジョイ・アームストロング     | 計19話出演                                    |
| 2019-2023 | マーベラス・ミセス・メイゼル The Marvelous Mrs. Maisel              | メイ・リン                   | リカーリング (第3シーズン以降)                |
| 2020-2021 | Awkwafina Is Nora from Queens                                       | スー・スー                   | 計2話出演                                     |
| 2022      | カンフー・パンダ: 龍の戦士たち Kung Fu Panda: The Dragon Knight     | ゼン                         | 計3話声の出演                                 |
| 2023      | Poker Face                                                          | モーティマー・バーンスタイン | 第1シーズン第9話「Escape from Shit Mountain」 |
| 2023      | アメリカン・ボーン・チャイニーズ 僕らの西遊記 American Born Chinese | 石磯娘々                     |                                               |

### ウェブ
| 年   | タイトル       | 役名             | 備考                                                     |
| ---- | -------------- | ---------------- | -------------------------------------------------------- |
| 2012 | Jest Originals | ブランディ       | 第1シーズン第43話「The Best Argument for Birth Control」 |
| 2016 | Affordable NYC | セリーズ         | 第1シーズン第2話「The Apartment」                        |
| 2016 | SUBLETS        | テクサーブ従業員 | 第4話「Matters of the Heart」                            |
| 2018 | Indoor Boys    | ジェシカ         | 第2シーズン第6話「Surprise」                             |

## 舞台
| 年        | タイトル                          | 役名                     | 備考 |
| --------- | --------------------------------- | ------------------------ | --- |
| 2011      | Carnival Round the Central Figure |                          | ニューヨーク: IRTシアター |
| 2013      | BYUIOO                            | バギーラ                 | ニューヨーク: The Gym at Judson |
| 2014      | Fast Company                      | ブルー                   | ニューヨーク: アンサンブル・スタジオ・シアター                                                                                             |
| 2015-2019 | BE MORE CHILL Be More Chill       | クリスティーン・カニグラ | レッドバンク: トゥー・リバー・シアター オフ・ブロードウェイ: パーシング・スクエア・シグネチャー・センター ブロードウェイ: ライシーアム劇場 |
| 2016-2017 | The SpongeBob Musical             | カレン                   | シカゴ ブロードウェイ |

## 受賞とノミネート
| 年   | 賞                                                   | 部門                              | 作品                                                   | 結果       | 参照   |
| ---- | ---------------------------------------------------- | --------------------------------- | ------------------------------------------------------ | ---------- | ------ |
| 2017 | 短編コンペティション                                 | 主演女優賞                        | Undergrads                                             | 受賞       |        |
| 2019 | ルシール・ローテル賞                                 | ミュージカル助演女優賞            | 『BE MORE CHILL』                                      | ノミネート | [ 19 ] |
| 2019 | ドラマ・デスク・アワード                             | ミュージカル助演女優賞            | 『BE MORE CHILL』                                      | ノミネート | [ 20 ] |
| 2019 | ブロードウェイワールド観客賞                         | 演技賞                            | 『BE MORE CHILL』                                      | 受賞       | [ 21 ] |
| 2019 | ブロードウェイワールド観客賞                         | ステージ・ペア賞                  | 『BE MORE CHILL』                                      | ノミネート | [ 21 ] |
| 2020 | 全米映画俳優組合賞                                   | アンサンブル賞 (コメディシリーズ) | 『マーベラス・ミセス・メイゼル』                       | 受賞       |        |
| 2022 | アトランタ映画批評家協会                             | ブレイクスルー俳優賞              | 『エブリシング・エブリウェア・オール・アット・ワンス』 | ノミネート | [ 22 ] |
| 2022 | シカゴ映画批評家協会                                 | 助演女優賞                        | 『エブリシング・エブリウェア・オール・アット・ワンス』 | ノミネート | [ 23 ] |
| 2022 | シカゴ映画批評家協会                                 | 有望俳優賞                        | 『エブリシング・エブリウェア・オール・アット・ワンス』 | ノミネート | [ 23 ] |
| 2022 | フロリダ映画批評家協会                               | 助演女優賞                        | 『エブリシング・エブリウェア・オール・アット・ワンス』 | ノミネート | [ 24 ] |
| 2022 | フロリダ映画批評家協会                               | ブレイクアウト賞                  | 『エブリシング・エブリウェア・オール・アット・ワンス』 | ノミネート | [ 24 ] |
| 2022 | グレーター・ウエスタン・ニューヨーク映画批評家協会   | 助演女優賞                        | 『エブリシング・エブリウェア・オール・アット・ワンス』 | ノミネート | [ 25 ] |
| 2022 | グレーター・ウエスタン・ニューヨーク映画批評家協会   | ブレイクスルー演技賞              | 『エブリシング・エブリウェア・オール・アット・ワンス』 | 受賞       | [ 25 ] |
| 2022 | インディアナ映画ジャーナリスト協会                   | 助演俳優賞                        | 『エブリシング・エブリウェア・オール・アット・ワンス』 | ノミネート | [ 26 ] |
| 2022 | ノーステキサス映画批評家協会                         | 助演女優賞                        | 『エブリシング・エブリウェア・オール・アット・ワンス』 | ノミネート | [ 27 ] |
| 2022 | オンライン女性映画批評家協会                         | 助演女優賞                        | 『エブリシング・エブリウェア・オール・アット・ワンス』 | 受賞       | [ 28 ] |
| 2022 | フィラデルフィア映画批評家協会                       | 助演女優賞                        | 『エブリシング・エブリウェア・オール・アット・ワンス』 | 次点       | [ 29 ] |
| 2022 | フィラデルフィア映画批評家協会                       | ブレイクスルー演技賞              | 『エブリシング・エブリウェア・オール・アット・ワンス』 | 受賞       | [ 29 ] |
| 2022 | サウスイースタン映画批評家協会                       | 助演女優賞                        | 『エブリシング・エブリウェア・オール・アット・ワンス』 | 次点       | [ 30 ] |
| 2022 | UK映画批評家協会                                     | 助演女優賞                        | 『エブリシング・エブリウェア・オール・アット・ワンス』 | 受賞       | [ 31 ] |
| 2022 | ユタ映画批評家協会                                   | 助演女優賞                        | 『エブリシング・エブリウェア・オール・アット・ワンス』 | 受賞       | [ 32 ] |
| 2022 | ワシントンD.C.映画批評家協会                         | 助演女優賞                        | 『エブリシング・エブリウェア・オール・アット・ワンス』 | ノミネート | [ 33 ] |
| 2023 | AACTA国際賞                                          | 助演女優賞                        | 『エブリシング・エブリウェア・オール・アット・ワンス』 | ノミネート | [ 34 ] |
| 2023 | アカデミー賞                                         | 助演女優賞                        | 『エブリシング・エブリウェア・オール・アット・ワンス』 | 未決定     | [ 35 ] |
| 2023 | 女性映画ジャーナリスト同盟                           | ブレイクスルー演技賞              | 『エブリシング・エブリウェア・オール・アット・ワンス』 | ノミネート | [ 36 ] |
| 2023 | オースティン映画批評家協会                           | 助演女優賞                        | 『エブリシング・エブリウェア・オール・アット・ワンス』 | 受賞       | [ 37 ] |
| 2023 | オースティン映画批評家協会                           | ブレイクスルー・アーティスト賞    | 『エブリシング・エブリウェア・オール・アット・ワンス』 | ノミネート | [ 37 ] |
| 2023 | シカゴ・インディー・サークル                         | 助演女優賞                        | 『エブリシング・エブリウェア・オール・アット・ワンス』 | ノミネート | [ 38 ] |
| 2023 | シカゴ・インディー・サークル                         | ブレイクアウト・アーティスト賞    | 『エブリシング・エブリウェア・オール・アット・ワンス』 | ノミネート | [ 38 ] |
| 2023 | セントラル・フロリダ批評家協会                       | 助演女優賞                        | 『エブリシング・エブリウェア・オール・アット・ワンス』 | 次点       | [ 39 ] |
| 2023 | クリティクス・チョイス・アワード                     | 助演女優賞                        | 『エブリシング・エブリウェア・オール・アット・ワンス』 | ノミネート | [ 40 ] |
| 2023 | デンバー映画批評家協会                               | 助演女優賞                        | 『エブリシング・エブリウェア・オール・アット・ワンス』 | 受賞       | [ 41 ] |
| 2023 | ディスカッシング映画批評家賞                         | 助演女優賞                        | 『エブリシング・エブリウェア・オール・アット・ワンス』 | 受賞       | [ 42 ] |
| 2023 | ディスカッシング映画批評家賞                         | ブレイクスルー演技賞              | 『エブリシング・エブリウェア・オール・アット・ワンス』 | 受賞       | [ 42 ] |
| 2023 | ドリアン賞                                           | 映画助演俳優賞                    | 『エブリシング・エブリウェア・オール・アット・ワンス』 | ノミネート | [ 43 ] |
| 2023 | ドリアン賞                                           | ライジング・スター賞              | 『エブリシング・エブリウェア・オール・アット・ワンス』 | 受賞       | [ 43 ] |
| 2023 | ジョージア映画批評家協会                             | 助演女優賞                        | 『エブリシング・エブリウェア・オール・アット・ワンス』 | 受賞       | [ 44 ] |
| 2023 | ジョージア映画批評家協会                             | Breakthrough Award                | 『エブリシング・エブリウェア・オール・アット・ワンス』 | 受賞       | [ 44 ] |
| 2023 | ゴールド・ダービー映画賞                             | 助演女優賞                        | 『エブリシング・エブリウェア・オール・アット・ワンス』 | 受賞       | [ 45 ] |
| 2023 | ゴールド・ダービー映画賞                             | ブレイクスルー俳優賞              | 『エブリシング・エブリウェア・オール・アット・ワンス』 | ノミネート | [ 45 ] |
| 2023 | ハワイ映画批評家協会                                 | 助演女優賞                        | 『エブリシング・エブリウェア・オール・アット・ワンス』 | ノミネート | [ 46 ] |
| 2023 | ハリウッド批評家協会                                 | 助演女優賞                        | 『エブリシング・エブリウェア・オール・アット・ワンス』 | ノミネート | [ 47 ] |
| 2023 | ヒューストン映画批評家協会                           | 助演女優賞                        | 『エブリシング・エブリウェア・オール・アット・ワンス』 | ノミネート | [ 48 ] |
| 2023 | インディペンデント・スピリット賞                     | ブレイクスルー演技賞              | 『エブリシング・エブリウェア・オール・アット・ワンス』 | 受賞       | [ 49 ] |
| 2023 | アイオワ映画批評家協会                               | 助演女優賞                        | 『エブリシング・エブリウェア・オール・アット・ワンス』 | 次点       | [ 50 ] |
| 2023 | カンザスシティ映画批評家協会                         | 助演女優賞                        | 『エブリシング・エブリウェア・オール・アット・ワンス』 | 次点       | [ 51 ] |
| 2023 | ラティーノ・エンターテインメント・ジャーナリスト協会 | 助演女優賞                        | 『エブリシング・エブリウェア・オール・アット・ワンス』 | 受賞       | [ 52 ] |
| 2023 | ノースカロライナ映画批評家協会                       | 助演女優賞                        | 『エブリシング・エブリウェア・オール・アット・ワンス』 | 受賞       | [ 53 ] |
| 2023 | ノースカロライナ映画批評家協会                       | ブレイクスルー演技賞              | 『エブリシング・エブリウェア・オール・アット・ワンス』 | ノミネート | [ 53 ] |
| 2023 | オンライン映画批評家協会                             | 助演女優賞                        | 『エブリシング・エブリウェア・オール・アット・ワンス』 | ノミネート | [ 54 ] |
| 2023 | ポートランド批評家協会                               | 助演女優賞                        | 『エブリシング・エブリウェア・オール・アット・ワンス』 | 受賞       | [ 55 ] |
| 2023 | サンディエゴ映画批評家協会                           | 助演女優賞                        | 『エブリシング・エブリウェア・オール・アット・ワンス』 | 次点       | [ 56 ] |
| 2023 | 全米映画俳優組合賞                                   | 助演女優賞                        | 『エブリシング・エブリウェア・オール・アット・ワンス』 | ノミネート | [ 57 ] |
| 2023 | 全米映画俳優組合賞                                   | 映画キャスト賞                    | 『エブリシング・エブリウェア・オール・アット・ワンス』 | 受賞       | [ 57 ] |
| 2023 | シアトル映画批評家協会                               | 助演女優賞                        | 『エブリシング・エブリウェア・オール・アット・ワンス』 | ノミネート | [ 58 ] |
| 2023 | トロント映画批評家協会                               | 助演女優賞                        | 『エブリシング・エブリウェア・オール・アット・ワンス』 | 次点       | [ 59 ] |
| 2023 | バンクーバー映画批評家協会                           | 助演女優賞                        | 『エブリシング・エブリウェア・オール・アット・ワンス』 | ノミネート | [ 60 ] |